# Haicheng (Beihai)
Haicheng (chinesisch 海城区, Pinyin Hǎichéng Qū; Zhuang Haijcwngz Gih) ist ein chinesischer Stadtbezirk der Stadt Beihai des Autonomen Gebietes Guangxi der Zhuang. Er hat eine Fläche von 151,4 km² und zählt 379.000 Einwohner (Stand: 2018). Er ist Zentrum und Sitz der Stadtregierung.

## Administrative Gliederung
Auf Gemeindeebene setzt sich der Stadtbezirk aus sieben Straßenvierteln und einer Großgemeinde zusammen. 